# Barbara Spinelli
Barbara Spinelli (ur. 31 maja 1946 w Rzymie) – włoska dziennikarka, publicystka i eseistka, posłanka do Parlamentu Europejskiego VIII kadencji.

## Życiorys
Pracę zawodową w dziennikarstwie zaczynała w „Il Globo”. Była wśród założycieli dziennika „La Repubblica”, pełniąc funkcję korespondenta z Brukseli. W latach 80. podjęła pracę w „Corriere della Sera”, następnie w „La Stampa”, będąc m.in. korespondentem z Paryża. W 2010 powróciła do „La Repubblica”.
W 2014 zaangażowała się w działalność tworzonej przez komunistyczne i lewicowe ugrupowania koalicji Inna Europa z Tsiprasem, powołanej na potrzeby wyborów europejskich. Wystartowała z jej ramienia, uzyskując w wyniku głosowania z 25 maja 2014 mandat eurodeputowanej w 2 okręgach wyborczych (centralnym i południowym). Początkowo deklarowała, że go nie obejmie, ostatecznie zdecydowała się pełnić funkcję eurodeputowanej z okręgu centralnego.
W 2005 odznaczona Krzyżem Wielkim Orderu Zasługi Republiki Włoskiej.
Jest córką Altiera Spinelliego i niemieckiej działaczki antyfaszystowskiej Ursuli Hirschmann. Była partnerką życiową Tommasa Padoa-Schioppy.

## Wybrane publikacje
- Presente e imperfetto della Germania orientale, Istituto affari internazionali-Il mulino, Rzym-Bolonia 1972.
- Il sonno della memoria. L'Europa dei totalitarismi, Mondadori, Mediolan 2001.
- Ricordati che eri straniero, Qiqajon, Magnano 2005.
- „Una parola ha detto Dio, due ne ho udite”. Lo splendore delle verità, Laterza, Rzym-Bari 2009.
- Moby Dick, o L'ossessione del male, Morcelliana, Brescia 2010.
- Il soffio del mite. Beati i miti, Qiqajon, Magnano 2012.